# Véhicule d'essai dynamique Saturn V
Le véhicule d'essai dynamique Saturn V (en anglais : Saturn V dynamic test vehicle), appelé SA-500D, est un prototype de fusée Saturn V utilisé par la National Aeronautics and Space Administration (NASA) pour tester les performances de la fusée lorsqu'elle subit des vibrations simulant les secousses que les fusées suivantes subiront lors d'un décollage.
C'est la première fusée Saturn V complète réalisée par le Centre de vol spatial Marshall (MSFC). Construite sous la direction de Wernher von Braun, elle sert de véhicule de test pour toutes les installations liées aux Saturn V au MSFC.
Bien que le SA-500D n'ait jamais volé, elle joue un rôle déterminant dans le développement de la fusée Saturn V qui a propulsé les premiers hommes vers la Lune dans le cadre du programme Apollo.
Le SA-500D est exposée en permanence exposé au U.S. Space & Rocket Center d'Huntsville en Alabama.
De par son importance historique, elle est classée au Registre national des lieux historiques (1978) et National Historic Landmark (1987).

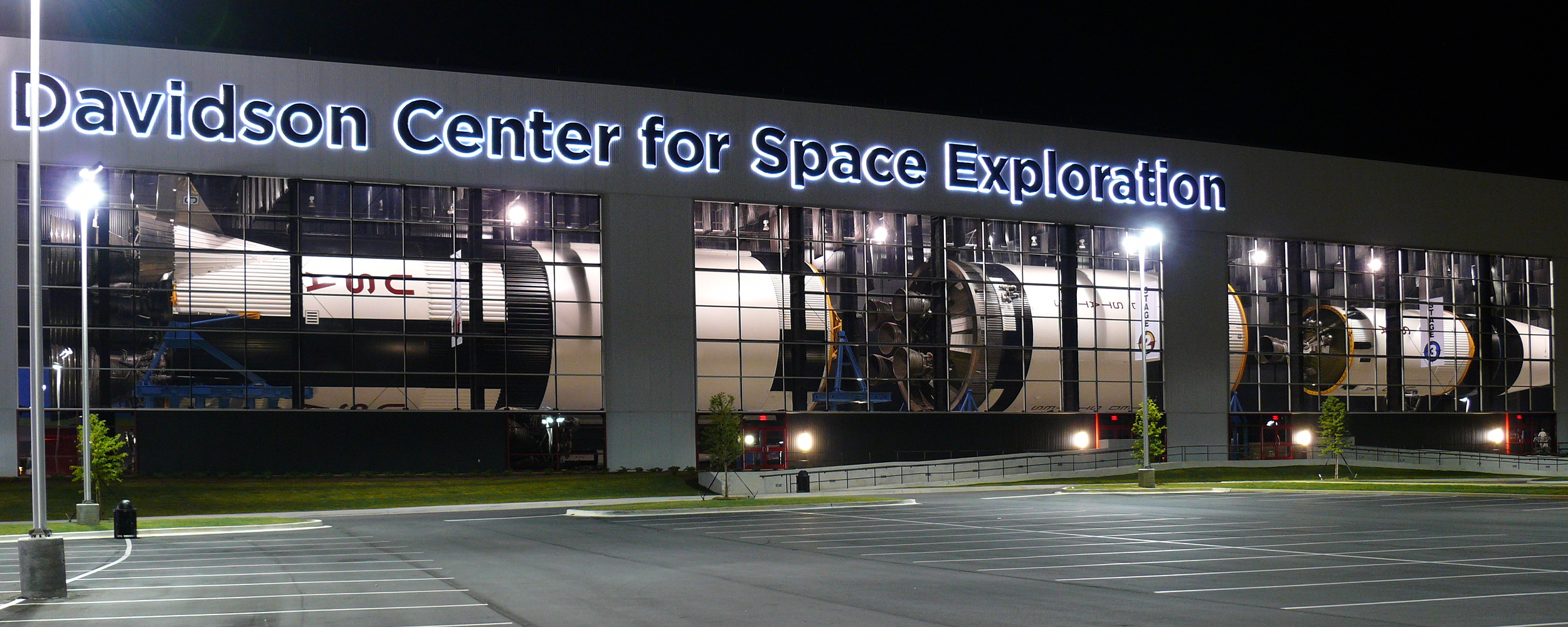
Véhicule d'essai dynamique Saturn V au U.S. Space & Rocket Center.